# Saucisse de vin
La saucisse de vin est une préparation charcutière traditionnelle tchèque (vinná klobása). C'est une saucisse qui est essentiellement consommée lors du réveillon de Noël. Le plus souvent disposée en spirale pour être cuite, elle est ainsi habituellement associée à la venue du solstice d'hiver.

## Origine
Dans la dernière semaine de décembre, la saucisse de vin est mise en vente par tous les bouchers de Moravie afin d'apparaître dans le menu du repas de Noël,.
Sa préparation ne présente aucune difficulté : selon son créateur, le boucher František Pekárek, tout son secret réside dans l'utilisation de viandes et de produits de qualité.

## Histoire
La saucisse de vin forme avec la carpe panée et le poulet pané, le trio des mets les plus populaires pour Noël.
Ses premières mentions se trouvent dans les livres de cuisine du XIXe siècle et elle est probablement apparentée aux saucisses blanches de Bavière. 

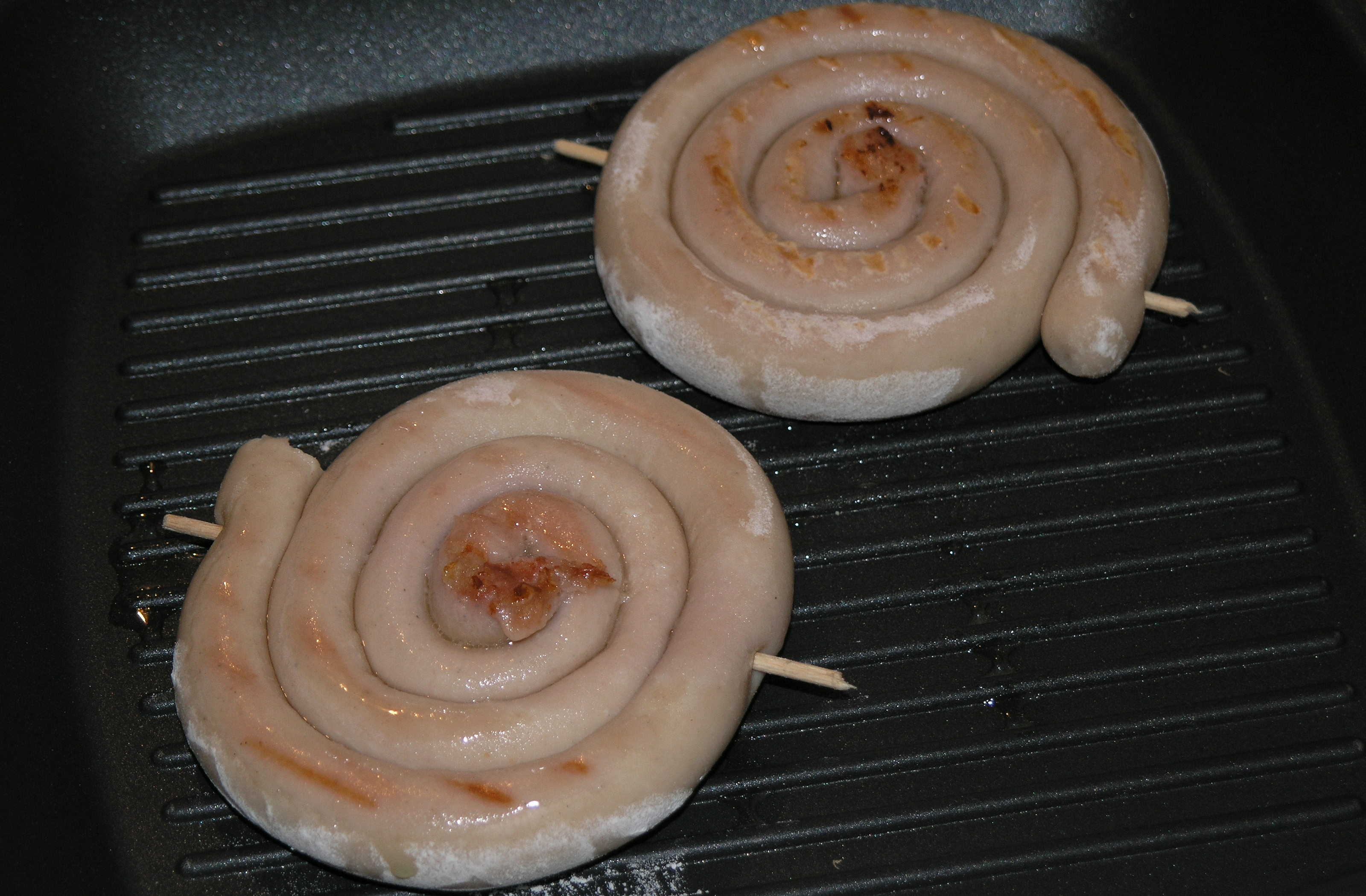
Saucisses de vin roulées en spirales.

Si elle se mange surtout au moment de Noël, c'est un mets qui peut apparaître au menu de tous les repas de fête, en particulier durant l'hiver. Sa consommation est pourtant très controversée, puisque cette saucisse est portée aux nues par les uns et détestée par les autres.
Afin de mieux tenir lors de la cuisson, la saucisse est roulée en spirale, percée avec une pique à brochette. Cuite, elle prend l'aspect d'un cercle rouge qui rappelle vaguement le soleil. Lors des fêtes de Noël, on dit qu'elle participe à la célébration du solstice d'hiver.

## Ingrédients
Son goût est très doux, car elle est faite uniquement à base de viande de porc, de bœuf et de veau, à l'exclusion du sel mais très légèrement épicée. L'ingrédient primordial est la viande, qui doit être de qualité et finement hachée avec ajout de vin blanc, de lait et de petits pains,. L'autre ingrédient important est le vin, pour lequel il faut choisir une bonne bouteille. Ce hachis est ensuite entonné dans des boyaux naturels.

## Préparation

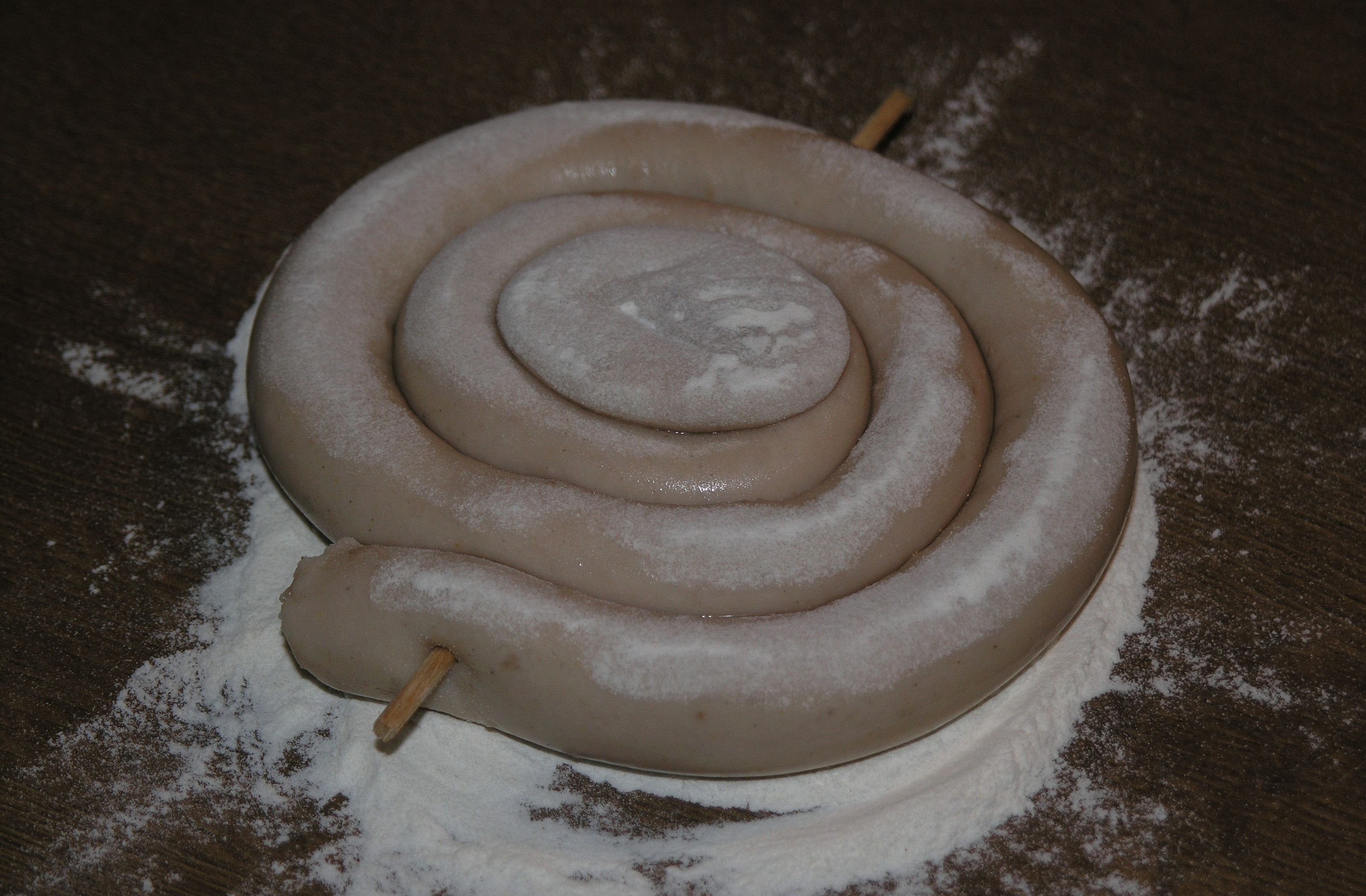
Saucisse de vin enfarinée.

C'est un produit semi-fini puisqu'elle n'est pas cuite quand elle est mise en vente. Ce qui réduit sa durée de vie — elle doit être consommée dans les 48 heures — et la période de sa fabrication aux mois d'hiver.
Les saucisses de vin peuvent être préparées de différentes manières. On peut les cuire au four, les rôtir, les griller ou les frire. La cuisson est achevée quand elles sont passées de leur couleur blanche initiale, due à la présence de lait, à une couleur brun-rouge et qu'elles sont croustillantes,.
Pour les faire cuire au four, sans risque d'éclatement, il suffit de verser un peu d'eau dans le plat de cuisson. L'eau peut être remplacée par de la bière ou du vin (blanc ou rouge). Mais le plus souvent, elles sont frites sur les deux côtés dans la graisse chaude ou de l'huile. Avant, il faut les rouler dans de la farine à laquelle a été ajouté un peu de paprika doux.

## Accompagnement

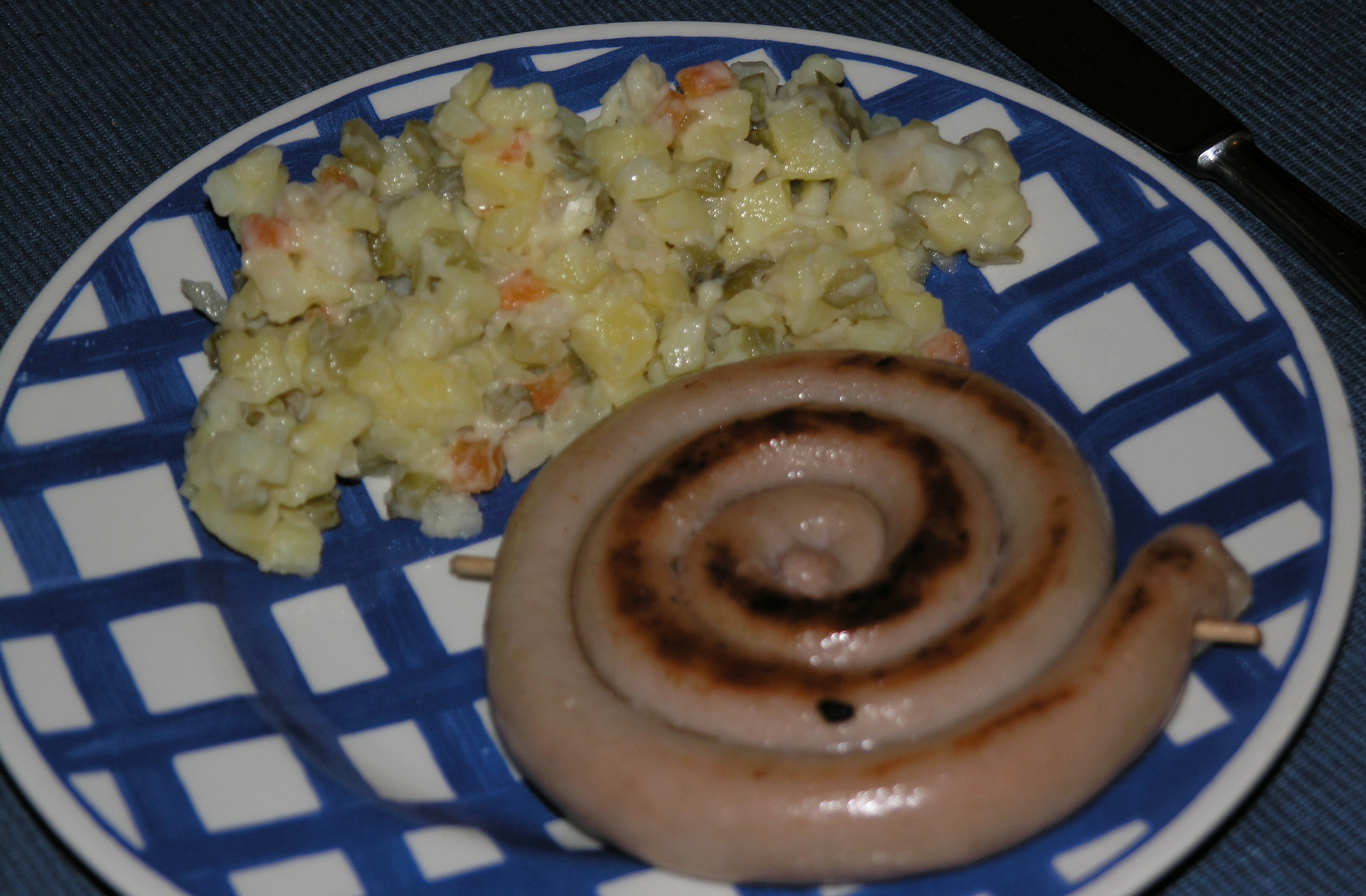
Saucisse de vin et salade de pommes de terre.

Elles peuvent s'accompagner de moutarde et de pain, d'oignons, de petits pois, de carottes, de choux, de champignons émincés, de pommes râpées, de légumes grillés ou d'une salade à la vinaigrette.
Mais surtout elles se consomment avec des pommes de terre (frites, en purée ou en salade),,.

## Accord mets/boisson
Selon la tradition tchèque, ces saucisses sont dégustées soit avec un vin chaud, un grog dans lequel un œuf a été battu ou un lait de poule.